# HyperScan
HyperScan — відеоігрова консоль від Mattel. Вона використовує радіочастотну ідентифікацію (RFID) разом із традиційною технологією відеоігор. Консоль була призначена для хлопчиків віком від п'яти до дев'яти років, які не були готові до високоякісних відеоігор з погляду термінів погашення або витрат, хоча гра яка входила в комплекті була оцінена рейтингом 'T' від ESRB, а решту титулів — 'E10 +'. Консоль використовував CD-ROM формату UDF. 

## Загальна інформація
HyperScan має два порти для контролерів, а також сканер RFID 13,56 МГц, який зчитує та записує на 'карти', яка своєю чергою активує функції та зберігає дані у грі. Гравці можуть розширювати можливості своїх персонажів за допомогою сканування карт. Ігри продаються за ціною 19,99 долара, а сама консоль — за 69,99 долара, але наприкінці дуже короткого терміну служби система знизилася до 9,99 долара, ігри — 1,99 долара, а бустер — 0,99 долара.
Система була продана у двох варіантах: куб, а також 2-гравця. Версія коробки кубічної версії, продавалась в магазинах. Вона містила систему, контролер, гра X-Men та 6 карт для гри X-Men. Пакети з варіантом 2-гравця продавалися в Інтернеті (але можуть бути у магазинах), а також додатковий контролер та ще 12 додаткових карт для гри X-Men.
Система була завершена в виробництві в 2007 році через погані продажу консолі, ігор та карткових пакетів. Вона увійшла в топ з десяти найгірших систем, що колись існували, як вважає журнал PC World.
Силіконова RFID-мітка для безконтактних ігрових карт, а також теги RFID були розроблені компанією Innovision Research та Technology plc, що являють собою нефабричні напівпровідникові дизайн-будинки у Великій Британії, які спеціалізується на системах RFID та дизайні чипів.

## Обладнання

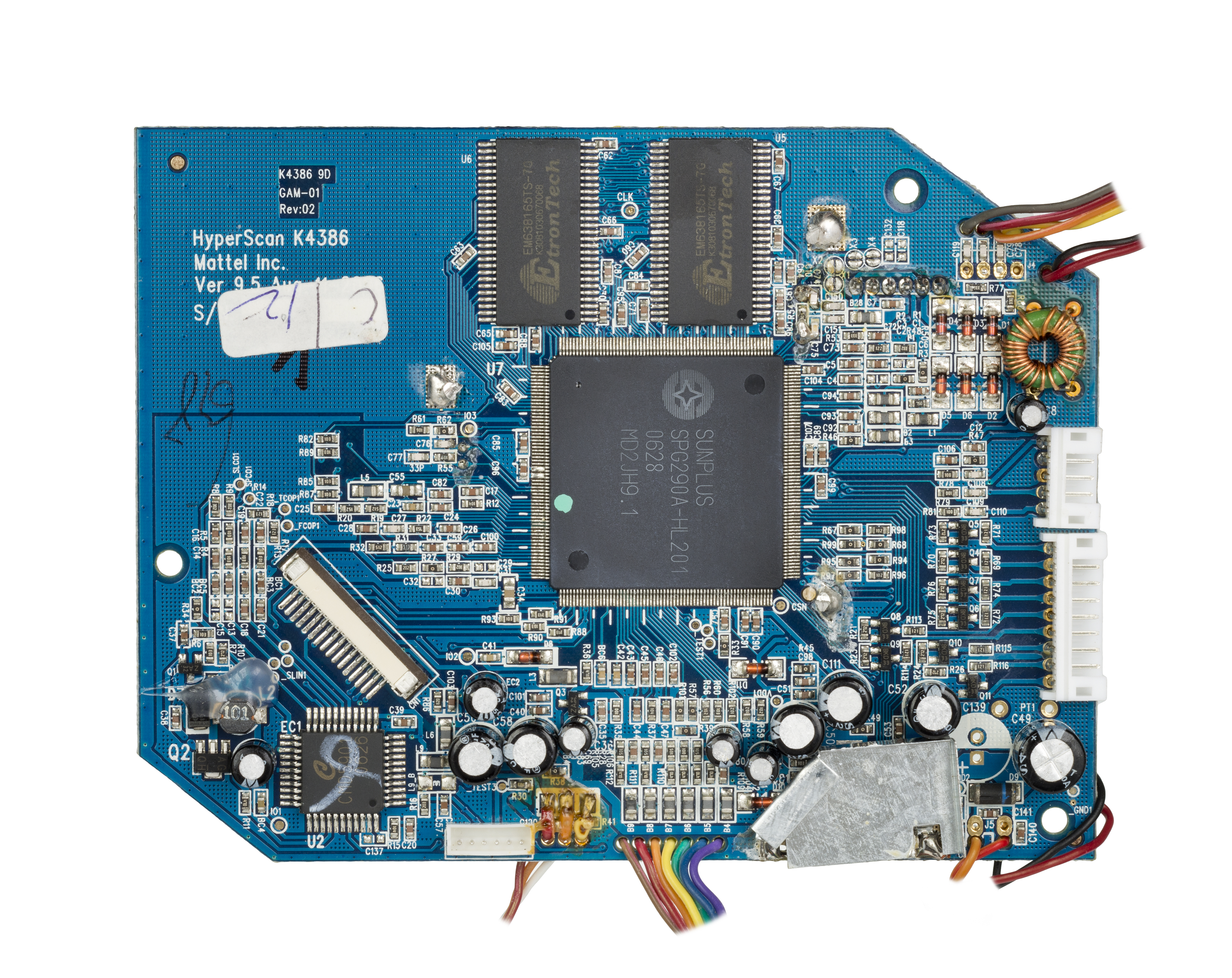
HyperScan базується на системі-на-чіпі Sunplus SPG290A.

- Sunplus SPG290 SoC[3][4] із впровадженням 32-розрядної мікроархітектури S+core, розробленої Sunplus Technology. Архітектура набору інструкцій S+core дозволяє використовувати 32/16-розрядний гібридний режим інструкцій, підтримує Advanced Microcontroller Bus Architecture (AMBA) і включає SJTAG для In-circuit emulation.[5]
- UART, I²C, SPI тощо.
- Композитний відеовихід (SoC підтримує TFT дисплеї, але система не підтримує це)
- 16 МБ SDRAM системної оперативної пам'яті
- Оригінальна роздільна здатність 640×480
- 65 535 кольорів (режим RGB 565)
- 1 порт USB
- RFID сканер (13,56 МГц)
- Зберігання RFID: 96 байтів пам'яті користувача + 8 байтів унікального ідентифікатора + 6 байтів одноразової програмованої пам'яті. Системи RFID для HyperScan були надані компанією Innovision Research and Technology plc, fabless semiconductor design house у Великій Британії, яка спеціалізується на системах RFID і дизайні мікросхем.[6]

Консоль використовує компакт-диски у форматі UDF. і має два порти контролера.

## Програмне забезпечення

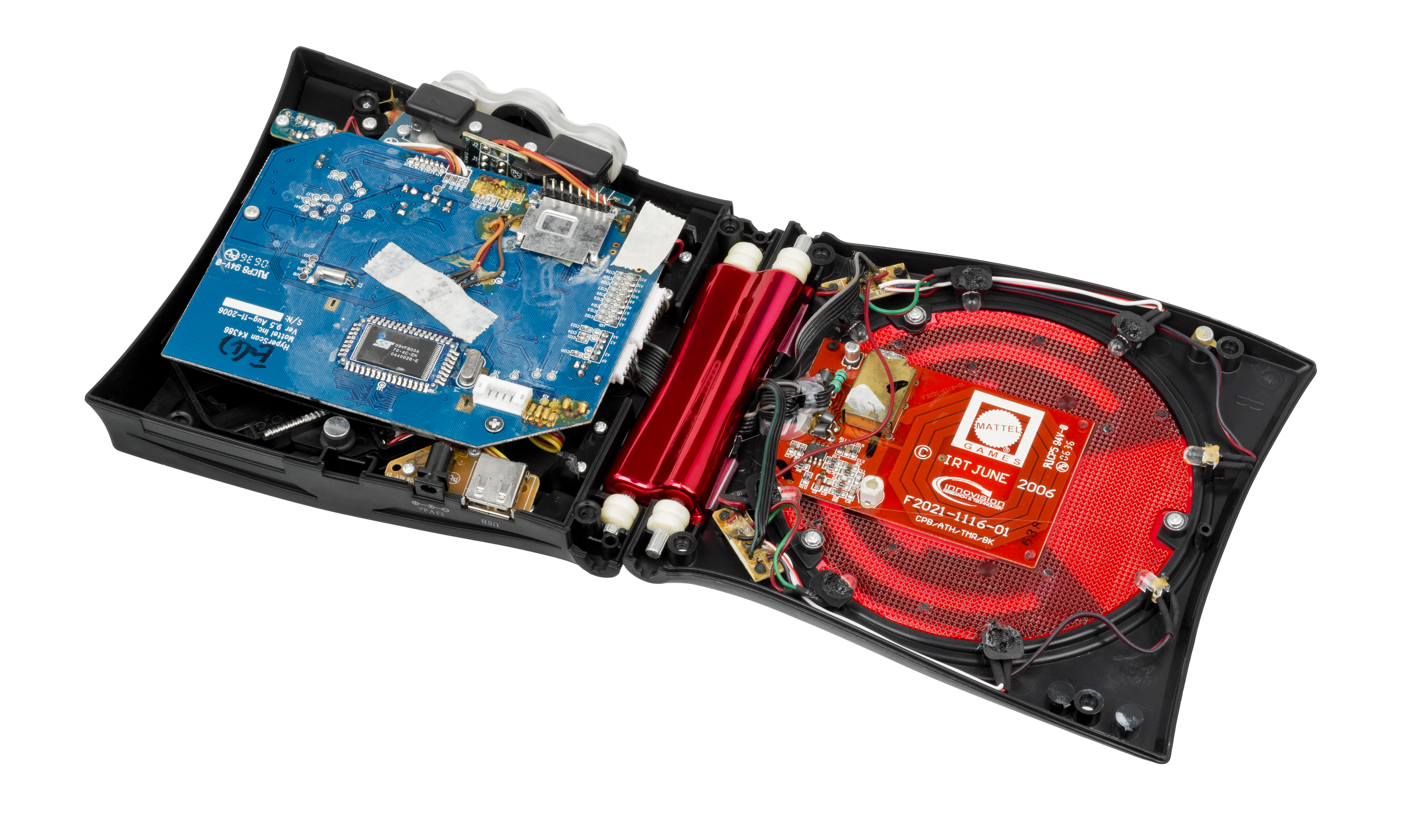
Частково розібраний HyperScan, на якому показано сканер RFID

Ігри для системи продавалися як «ігрові набори» за 20 доларів, які складалися з ігрового диска, що супроводжувався шістьма ігровими картками (сім для «Людини-павука»). Додаткові картки, які містили персонажів, здібності, рухи та рівні під час сканування, були частиною набору із шести карток «Booster Pack», доступного за 10 доларів США за пакет. Як і у випадку з більшістю пакетів trading card, карти були рандомізовані, тобто гравець, який шукав певну картку, щоб розблокувати цей елемент гри, можливо, мав купити кілька пакетів Booster Pack, щоб отримати її (одночасно отримуючи кілька карт для іншого аспекту гри), або обміняйте його на іншого з другом, як, ймовірно, передбачалося аспектом картки Hyperscan.
Кілька бустерів були призначені для певних ігор. «Люди Ікс» мали 102 карти для розблокування частин гри в окремих «червоних» і «чорних» серіях; остання не була випущена через скасування консолі.[джерело?]
| Назва                                             | опис | Всього карт                                            | Бустери за повну комплектацію та мінімальну ціну                                     |
| ------------------------------------------------- | --- | ------------------------------------------------------ | ------------------------------------------------------------------------------------ |
| Бен 10                                            | Бічна прокрутка платформна гра. Єдина ексклюзивна відеогра Cartoon Network для системи.                                                                                | 80 випущено (6 включено + 74)                          | 13 наборів $150 ($20 гри + $130 набори)                                              |
| Міжзіркова рестлінгова ліга                       | 2v2 файтинг, схожий на «ClayFighter», але з персонажами, схожими на прибульців.                                                                                        | 54 випущених (6 включено + 48), 51 неопублікованих     | 8 пакетів по 100 доларів (гра на 20 доларів + пакети на 80 доларів)                  |
| Герої Marvel                                      | Side-scrolling платформна гра, включаючи деяких персонажів «Людей Ікс».                                                                                                | 70 випущено (6 включено + 64)                          | 11 наборів $130 ($20 гри + $110 набори)                                              |
| Людина-павук                                      | Бічна прокрутка платформна гра | 59 Випущено (7 включено + 52) 1 неопубліковано         | 9 пакетів по 110 доларів США (гра на суму 20 доларів США + набори по 90 доларів США) |
| X-Men                                             | Бійка, у якій два персонажі протистоять один проти одного в самодостатніх матчах, подібних до Street Fighter. Єдина гра на консолі, яка має рейтинг T для "підлітків". | 56 опублікованих (6 включено + 50), 46 неопублікованих | 9 пакетів $159,99 ($69,99 Консоль і гра + $90 пакетів)                               |
| «Аватар: Остання боротьба з повітрям» (скасовано) | - | -                                                      | -                                                                                    |
| Nick Extreme Sports (скасовано)                   | - | -                                                      | -                                                                                    |

Хоча для homebrew ігор на консолі не було зроблено багато розробок, кілька програмістів створили демонстраційні версії та докази концепцій. Деякі з програм включають демонстрацію CD-Door, демонстрацію 3D-каркасу та демонстрацію Bluescale.

## Роздрібна торгівля
Система продавалась у двох варіантах: куб і набір для двох гравців. Версія кубічної коробки була версією, що продавалася в магазинах. Він включав систему, контролер, диск з грою Люди Ікс і 6 карток Людей Ікс. Цінні пакети для двох гравців продавалися онлайн (але, можливо, були ліквідовані в магазинах) і включали додатковий контролер і 12 додаткових карток Людей Ікс.
Включена гра отримала оцінку «T» (для підлітків, не підходить для віку до 13 років), а решта ігор отримали оцінку «E10+» (не підходять для дітей віком до 10 років) Entertainment Software Rating Board.

## Критика
Систему критикували за незграбний дизайн, несправні елементи керування, погану бібліотеку, довгі екрани завантаження та непотрібне використання карток для вибору персонажів. Система була офіційно припинена у 2007 році. Журнал PC World назвав її однією з десяти найгірших систем.